# Primera División de España 1977-78
La temporada 1977/78 de la Primera División de España corresponde a la edición 47.ª del campeonato. El torneo se disputó del 3 de septiembre de 1977 al 7 de mayo de 1978.
El Real Madrid se proclamó campeón.

## Sistema de competición
La Primera División de España 1977/78 fue organizada por la Real Federación Española de Fútbol. Como en temporadas precedentes, tomaron parte dieciocho equipos de toda la geografía española, integrados en un grupo único. Siguiendo un sistema de liga, los 18 equipos se enfrentaron todos contra todos en dos ocasiones -una en campo propio y otra en campo contrario- sumando un total de 34 jornadas. El orden de los encuentros se decidió por sorteo antes de empezar la competición.
La clasificación final se estableció con arreglo a los puntos obtenidos en cada enfrentamiento, a razón de dos por partido ganado, uno por empatado y ninguno en caso de derrota. Los mecanismos para desempatar la clasificación, si al finalizar el campeonato dos equipos igualaban a puntos, fueron los siguientes:
1. El que tuviera una mayor diferencia en el goal average o promedio de goles (cociente entre goles a favor y en contra) en los enfrentamientos entre ambos.
2. Si persiste el empate, el que tuviera el mayor goal average en todos los encuentros del campeonato.

### Efectos de la clasificación
El equipo que más puntos sumó al final del campeonato fue proclamado campeón de liga y obtuvo el derecho automático a participar en la siguiente edición de la Copa de Europa. 
Los tres mejores calificados, al margen de los clasificados para disputar la Copa de Europa (esto es, el campeón de Liga) y la Recopa de Europa (el campeón de la Copa del Generalísimo), obtuvieron una plaza para participar en la Copa de la UEFA de la próxima temporada.
Por su parte, los tres últimos clasificados descendieron a Segunda División, de la que ascendieron, recíprocamente, tres equipos.

## Equipos y estadios
| Equipo                              | Ciudad                     | Estadio                 |
| ----------------------------------- | -------------------------- | ----------------------- |
| Athletic Club                       | Bilbao                     | San Mamés               |
| Club Atlético de Madrid             | Madrid                     | Vicente Calderón        |
| Fútbol Club Barcelona               | Barcelona                  | Camp Nou                |
| Real Betis Balompié                 | Sevilla                    | Benito Villamarín       |
| Burgos Club de Fútbol               | Burgos                     | El Plantío              |
| Cádiz Club de Fútbol                | Cádiz                      | Ramón de Carranza       |
| Elche Club de Fútbol                | Elche                      | Nuevo Estadio del Elche |
| Real Club Deportivo Español         | Barcelona                  | Sarriá                  |
| Hércules Club de Fútbol             | Alicante                   | José Rico Pérez         |
| Unión Deportiva Las Palmas          | Las Palmas de Gran Canaria | Insular                 |
| Real Racing Club de Santander       | Santander                  | El Sardinero            |
| Agrupación Deportiva Rayo Vallecano | Madrid                     | Vallecas                |
| Real Madrid Club de Fútbol          | Madrid                     | Santiago Bernabeu       |
| Real Sociedad de Fútbol             | San Sebastián              | Atocha                  |
| Unión Deportiva Salamanca           | Salamanca                  | Helmántico              |
| Sevilla Fútbol Club                 | Sevilla                    | Ramón Sánchez-Pizjuan   |
| Real Sporting de Gijón              | Gijón                      | El Molinón              |
| Valencia Club de Fútbol             | Valencia                   | Luis Casanova           |

## Clasificación
| Pos. | Equipo                | Pts. | PJ | G  | E  | P  | GF | GC | Dif. | Clasificación                   |
| ---- | --------------------- | ---- | -- | -- | -- | -- | -- | -- | ---- | ------------------------------- |
| 1    | Real Madrid C. F. (C) | 47   | 34 | 22 | 3  | 9  | 77 | 40 | +37  | Clasifica a la Copa de Europa   |
| 2    | F. C. Barcelona       | 41   | 34 | 16 | 9  | 9  | 49 | 29 | +20  | Clasifica a la Recopa de Europa |
| 3    | Athletic Club         | 40   | 34 | 16 | 8  | 10 | 62 | 36 | +26  | Clasifica a la Copa de la UEFA  |
| 4    | Valencia C. F.        | 39   | 34 | 16 | 7  | 11 | 54 | 33 | +21  | Clasifica a la Copa de la UEFA  |
| 5    | Sporting de Gijón     | 39   | 34 | 15 | 9  | 10 | 53 | 43 | +10  | Clasifica a la Copa de la UEFA  |
| 6    | Atlético de Madrid    | 36   | 34 | 16 | 4  | 14 | 61 | 52 | +9   |                                 |
| 7    | U. D. Las Palmas      | 35   | 34 | 12 | 11 | 11 | 43 | 41 | +2   |                                 |
| 8    | Sevilla F. C.         | 34   | 34 | 13 | 8  | 13 | 38 | 45 | −7   |                                 |
| 9    | U. D. Salamanca       | 34   | 34 | 14 | 6  | 14 | 37 | 40 | −3   |                                 |
| 10   | A. D. Rayo Vallecano  | 33   | 34 | 12 | 9  | 13 | 50 | 59 | −9   |                                 |
| 11   | Real Sociedad         | 33   | 34 | 12 | 9  | 13 | 52 | 46 | +6   |                                 |
| 12   | Burgos C. F.          | 31   | 34 | 10 | 11 | 13 | 33 | 47 | −14  |                                 |
| 13   | Racing de Santander   | 31   | 34 | 11 | 9  | 14 | 29 | 45 | −16  |                                 |
| 14   | R. C. D. Español      | 30   | 34 | 12 | 6  | 16 | 48 | 60 | −12  |                                 |
| 15   | Hércules C. F.        | 30   | 34 | 10 | 10 | 14 | 32 | 40 | −8   |                                 |
| 16   | Real Betis (D)        | 30   | 34 | 11 | 8  | 15 | 51 | 52 | −1   | Descenso a Segunda División     |
| 17   | Elche C. F. (D)       | 27   | 34 | 11 | 5  | 18 | 44 | 66 | −22  | Descenso a Segunda División     |
| 18   | Cádiz C. F. (D)       | 22   | 34 | 7  | 8  | 19 | 30 | 69 | −39  | Descenso a Segunda División     |

 Fuente: BDFutbol
Criterios de clasificación: Puntos · Diferencia de goles · Goles a favor · Play-off

### Evolución de la clasificación
| Equipo / Jornada | 1  | 2  | 3  | 4  | 5  | 6  | 7  | 8  | 9  | 10 | 11 | 12 | 13 | 14 | 15 | 16 | 17 | 18 | 19 | 20 | 21 | 22 | 23 | 24 | 25 | 26 | 27 | 28 | 29 | 30 | 31 | 32 | 33 | 34 |
| Equipo / Jornada |    |    |    |    |    |    |    |    |    |    |    |    |    |    |    |    |    |    |    |    |    |    |    |    |    |    |    |    |    |    |    |    |    |    |
| ---------------- | -- | -- | -- | -- | -- | -- | -- | -- | -- | -- | -- | -- | -- | -- | -- | -- | -- | -- | -- | -- | -- | -- | -- | -- | -- | -- | -- | -- | -- | -- | -- | -- | -- | -- |
| Real Madrid      | 13 | 3  | 1  | 1  | 1  | 1  | 1  | 1  | 1  | 1  | 1  | 1  | 1  | 1  | 1  | 1  | 1  | 1  | 1  | 1  | 1  | 1  | 1  | 1  | 1  | 1  | 1  | 1  | 1  | 1  | 1  | 1  | 1  | 1  |
| Barcelona        | 7  | 2  | 4  | 2  | 2  | 2  | 2  | 2  | 2  | 2  | 2  | 2  | 3  | 2  | 2  | 2  | 2  | 2  | 2  | 2  | 2  | 2  | 2  | 2  | 2  | 2  | 2  | 2  | 2  | 2  | 2  | 2  | 3  | 2  |
| Athletic Club    | 8  | 16 | 15 | 17 | 14 | 12 | 7  | 8  | 5  | 7  | 7  | 7  | 6  | 8  | 7  | 4  | 5  | 5  | 4  | 6  | 5  | 5  | 3  | 5  | 3  | 5  | 4  | 5  | 5  | 5  | 4  | 3  | 5  | 3  |
| Valencia         | 18 | 7  | 8  | 3  | 6  | 3  | 5  | 3  | 6  | 3  | 6  | 5  | 5  | 4  | 6  | 8  | 4  | 4  | 5  | 4  | 7  | 7  | 6  | 4  | 5  | 4  | 5  | 3  | 3  | 3  | 5  | 4  | 2  | 4  |
| Sporting         | 15 | 17 | 11 | 6  | 7  | 13 | 14 | 13 | 8  | 12 | 10 | 12 | 9  | 11 | 10 | 9  | 9  | 6  | 7  | 5  | 4  | 3  | 4  | 3  | 4  | 3  | 3  | 4  | 4  | 4  | 3  | 5  | 4  | 5  |
| Atlético         | 1  | 6  | 9  | 13 | 17 | 11 | 16 | 11 | 15 | 11 | 12 | 10 | 13 | 12 | 12 | 11 | 11 | 12 | 10 | 12 | 10 | 12 | 14 | 11 | 13 | 11 | 11 | 10 | 7  | 8  | 8  | 6  | 7  | 6  |
| Las Palmas       | 9  | 11 | 2  | 4  | 3  | 5  | 3  | 7  | 4  | 5  | 3  | 4  | 4  | 5  | 8  | 6  | 6  | 8  | 8  | 8  | 8  | 8  | 8  | 7  | 7  | 7  | 7  | 7  | 9  | 9  | 9  | 7  | 6  | 7  |
| Sevilla          | 2  | 12 | 5  | 10 | 8  | 14 | 10 | 15 | 10 | 15 | 8  | 9  | 8  | 7  | 5  | 7  | 8  | 9  | 9  | 9  | 11 | 9  | 9  | 10 | 10 | 10 | 9  | 11 | 10 | 10 | 7  | 9  | 8  | 8  |
| Salamanca        | 4  | 1  | 3  | 8  | 5  | 9  | 9  | 5  | 3  | 4  | 4  | 3  | 2  | 3  | 3  | 3  | 7  | 7  | 6  | 7  | 6  | 6  | 7  | 8  | 8  | 8  | 8  | 8  | 6  | 6  | 6  | 8  | 11 | 9  |
| Rayo Vallecano   | 12 | 8  | 10 | 9  | 13 | 8  | 12 | 9  | 12 | 8  | 9  | 8  | 7  | 6  | 4  | 5  | 3  | 3  | 3  | 3  | 3  | 4  | 5  | 6  | 6  | 6  | 6  | 6  | 8  | 11 | 10 | 11 | 10 | 10 |
| Real Sociedad    | 14 | 4  | 14 | 7  | 11 | 7  | 6  | 4  | 7  | 9  | 11 | 13 | 11 | 9  | 9  | 10 | 10 | 10 | 11 | 10 | 9  | 10 | 10 | 9  | 9  | 9  | 10 | 9  | 11 | 7  | 11 | 10 | 9  | 11 |
| Burgos           | 11 | 18 | 18 | 15 | 18 | 16 | 17 | 17 | 17 | 18 | 14 | 14 | 15 | 17 | 15 | 13 | 14 | 13 | 14 | 13 | 15 | 13 | 12 | 14 | 11 | 12 | 12 | 13 | 12 | 14 | 13 | 14 | 13 | 12 |
| Racing           | 3  | 5  | 7  | 14 | 12 | 15 | 13 | 14 | 16 | 13 | 15 | 17 | 17 | 14 | 16 | 16 | 17 | 17 | 16 | 16 | 16 | 16 | 17 | 18 | 17 | 15 | 17 | 17 | 17 | 16 | 16 | 16 | 15 | 13 |
| Espanyol         | 16 | 13 | 17 | 18 | 15 | 17 | 15 | 16 | 13 | 16 | 16 | 15 | 14 | 15 | 13 | 14 | 12 | 11 | 13 | 15 | 14 | 15 | 13 | 12 | 12 | 13 | 13 | 12 | 13 | 12 | 12 | 12 | 12 | 14 |
| Hércules         | 6  | 14 | 13 | 16 | 10 | 10 | 4  | 10 | 11 | 14 | 17 | 16 | 16 | 18 | 18 | 18 | 18 | 18 | 18 | 18 | 17 | 17 | 16 | 17 | 16 | 17 | 15 | 15 | 14 | 13 | 14 | 13 | 14 | 15 |
| Real Betis       | 10 | 10 | 12 | 5  | 4  | 4  | 8  | 12 | 14 | 10 | 13 | 11 | 12 | 10 | 11 | 12 | 13 | 15 | 15 | 14 | 12 | 11 | 11 | 13 | 14 | 14 | 14 | 14 | 15 | 15 | 15 | 15 | 16 | 16 |
| Elche            | 17 | 9  | 16 | 11 | 9  | 6  | 11 | 6  | 9  | 6  | 5  | 6  | 10 | 13 | 14 | 15 | 15 | 14 | 12 | 11 | 13 | 14 | 15 | 15 | 15 | 16 | 16 | 16 | 16 | 17 | 17 | 17 | 17 | 17 |
| Cádiz            | 5  | 15 | 6  | 12 | 16 | 18 | 18 | 18 | 18 | 17 | 18 | 18 | 18 | 16 | 17 | 17 | 16 | 16 | 17 | 17 | 18 | 18 | 18 | 16 | 18 | 18 | 18 | 18 | 18 | 18 | 18 | 18 | 18 | 18 |

## Resultados
| Local \ Visitante   | ATH | ATM | BAR | BET | BUR | CAD | ELC | ESP | HER | LAS | RAC | RAY | RMA | RSO | SAL | SEV | SPO | VAL |
| ------------------- | --- | --- | --- | --- | --- | --- | --- | --- | --- | --- | --- | --- | --- | --- | --- | --- | --- | --- |
| Athletic Club       | —   | 1–0 | 0–0 | 0–0 | 1–1 | 6–1 | 4–1 | 4–0 | 2–1 | 2–1 | 3–0 | 6–0 | 2–0 | 1–0 | 3–1 | 2–1 | 1–0 | 4–1 |
| Atlético de Madrid  | 0–1 | —   | 1–0 | 1–1 | 2–1 | 4–0 | 3–1 | 2–1 | 3–1 | 2–1 | 3–0 | 4–0 | 1–3 | 2–1 | 4–2 | 1–0 | 5–1 | 3–0 |
| F. C. Barcelona     | 3–1 | 1–0 | —   | 1–0 | 3–0 | 1–1 | 5–1 | 1–1 | 2–1 | 5–0 | 3–0 | 1–1 | 2–3 | 1–0 | 3–1 | 3–1 | 1–0 | 1–0 |
| Real Betis          | 2–2 | 4–3 | 0–0 | —   | 2–1 | 3–0 | 4–0 | 3–1 | 1–1 | 1–2 | 3–1 | 1–0 | 4–2 | 1–0 | 0–1 | 3–2 | 1–1 | 1–1 |
| Burgos C. F.        | 2–2 | 2–2 | 1–1 | 1–0 | —   | 2–1 | 1–0 | 3–2 | 0–0 | 2–1 | 0–0 | 2–1 | 3–2 | 3–2 | 0–2 | 1–0 | 0–0 | 2–0 |
| Cádiz               | 2–1 | 2–1 | 0–2 | 0–5 | 4–0 | —   | 0–0 | 2–4 | 0–0 | 3–2 | 0–0 | 2–1 | 1–0 | 2–0 | 0–1 | 0–0 | 1–1 | 1–2 |
| Elche C. F.         | 2–1 | 4–4 | 1–3 | 2–1 | 1–0 | 1–1 | —   | 2–0 | 2–0 | 2–0 | 3–1 | 3–0 | 3–1 | 1–2 | 2–1 | 1–2 | 1–2 | 0–2 |
| R. C. D. Español    | 2–1 | 1–3 | 1–1 | 2–0 | 4–1 | 4–2 | 3–1 | —   | 2–1 | 0–1 | 0–1 | 2–1 | 1–4 | 2–0 | 2–1 | 2–1 | 2–1 | 2–2 |
| Hércules C. F.      | 1–0 | 1–0 | 2–1 | 2–0 | 0–0 | 0–0 | 0–0 | 1–1 | —   | 1–2 | 4–0 | 1–1 | 2–3 | 1–0 | 2–0 | 2–2 | 1–0 | 1–0 |
| U. D. Las Palmas    | 2–2 | 3–0 | 0–0 | 3–2 | 0–0 | 2–1 | 4–1 | 4–2 | 0–1 | —   | 3–0 | 1–1 | 1–2 | 1–1 | 0–0 | 2–0 | 2–2 | 1–0 |
| Racing de Santander | 1–0 | 2–0 | 0–0 | 1–1 | 1–1 | 3–0 | 2–0 | 4–0 | 1–0 | 1–0 | —   | 2–1 | 1–0 | 2–2 | 0–3 | 1–1 | 1–0 | 2–2 |
| Rayo Vallecano      | 3–2 | 2–0 | 2–1 | 4–2 | 0–0 | 6–1 | 0–1 | 1–1 | 2–1 | 1–1 | 1–0 | —   | 3–2 | 1–0 | 3–3 | 4–1 | 3–1 | 3–0 |
| Real Madrid C. F.   | 1–0 | 4–2 | 4–0 | 4–0 | 3–0 | 2–0 | 5–1 | 2–1 | 3–0 | 1–1 | 2–0 | 5–2 | —   | 5–0 | 0–0 | 3–0 | 3–2 | 1–0 |
| Real Sociedad       | 2–1 | 4–1 | 1–2 | 3–0 | 3–1 | 6–1 | 3–2 | 1–1 | 0–0 | 4–1 | 2–0 | 1–1 | 2–3 | —   | 2–0 | 4–0 | 1–1 | 1–1 |
| U. D. Salamanca     | 0–3 | 0–1 | 1–0 | 1–0 | 2–0 | 2–1 | 1–0 | 1–0 | 2–0 | 0–0 | 3–0 | 1–0 | 2–1 | 0–0 | —   | 1–1 | 2–3 | 0–1 |
| Sevilla F. C.       | 0–0 | 3–0 | 2–1 | 1–0 | 1–0 | 1–0 | 3–3 | 3–1 | 2–1 | 1–0 | 1–0 | 2–0 | 1–1 | 1–1 | 2–1 | —   | 1–2 | 1–0 |
| Sporting de Gijón   | 2–2 | 3–2 | 1–0 | 4–3 | 3–2 | 3–0 | 3–0 | 1–0 | 2–1 | 0–0 | 3–1 | 1–1 | 0–2 | 6–2 | 3–0 | 1–0 | —   | 0–0 |
| Valencia C. F.      | 3–1 | 1–1 | 1–0 | 4–2 | 1–0 | 3–0 | 4–1 | 3–0 | 6–1 | 0–1 | 0–0 | 7–0 | 2–0 | 0–1 | 3–1 | 3–0 | 1–0 | —   |

## Máximos goleadores (Trofeo Pichichi)
Con doce goles en las diez últimas jornadas, Mario Kempes desbancó a Carlos Santillana en la cabeza de la tabla de goleadores, revalidando el Trofeo Pichichi obtenido la temporada anterior. El Matador es el único jugador valencianista, junto a Mundo, en proclamarse Pichichi en dos ocasiones.
| Pos. | Jugador                      | Equipo             | Goles |
| ---- | ---------------------------- | ------------------ | ----- |
| 1º   | Mario Alberto Kempes         | Valencia CF        | 28    |
| 2.º  | Carlos Alonso, Santillana    | Real Madrid        | 24    |
| 3.º  | Rubén Cano                   | Atlético de Madrid | 21    |
| 4.º  | Dani                         | Athletic Club      | 20    |
| 5.º  | Carlos Manuel Morete         | UD Las Palmas      | 18    |
|      | Rafael Carlos Pérez, Marañón | RCD Español        | 18    |
|      | Jesús María Satrústegui      | Real Sociedad      | 18    |
| 8.º  | Carlos Ruiz                  | Athletic Club      | 16    |
|      | Héctor Horacio Scotta        | Sevilla FC         | 16    |
| 10.º | Enrique Castro, Quini        | Sporting de Gijón  | 15    |